# 賀庄
賀庄（がしょう）は、福島県郡山市に所在する字である。郵便番号は963-8844。

## 地理
郡山市役所本庁所管地域である旧郡山地区に属し、住所としては「郡山市字賀庄」と表記される。北で名倉、東で川向、南で安積町荒井、西で安積荒井とそれぞれ隣接する。JR東日本郡山駅西側市街地南部に位置し、旧国道4号（現福島県道17号郡山停車場線）西側、長沼街道南側沿線の一角を範囲とする。域内は主に住宅地であり、宅地化されていない田畑が点在するほか、隣接する川向に所在する自動車ディーラーの車両置き場などが広がる。久留米に所在する郡山警察署久留米交番、および堂前町に所在する郡山消防署本署がそれぞれ管轄にあたる。

## 世帯数と人口
2024年1月1日現在の世帯数と人口は以下の通りである。
| 町丁 | 世帯数  | 人口  |
| ---- | ------- | ----- |
| 賀庄 | 415世帯 | 883人 |

## 小・中学校の学区
市立小・中学校に通う場合、学区は以下の通りとなる。
| 番地 | 小学校           | 中学校                 |
| ---- | ---------------- | ---------------------- |
| 全域 | 郡山市立桜小学校 | 郡山市立郡山第三中学校 |

## 交通

### 道路
- 一般市道城清水川田二丁目線（旧長沼街道）

## 施設等
- おおのこどもクリニック